# لويس إيبارا
لويس إيبارا (بالإسبانية: Luis Ibarra)‏ هو مدرب كرة قدم ولاعب كرة قدم تشيلي، ولد في 3 فبراير 1937 في سانتياغو في تشيلي، وتوفي بنفس المكان في 12 نوفمبر 2013. لعب مع نادي أونيفرسيداد دي تشيلي.